# Shaka Hislop
Neil Shaka Hislop (London, 1969. február 22. –) Trinidad és Tobagó-i válogatott labdarúgó.

## Fordítás
- Ez a szócikk részben vagy egészben  a   Shaka Hislop című angol Wikipédia-szócikk fordításán alapul.  Az eredeti cikk szerkesztőit annak laptörténete sorolja fel. Ez a jelzés csupán a megfogalmazás eredetét és a szerzői jogokat jelzi, nem szolgál a cikkben szereplő információk forrásmegjelöléseként.